# Motståndets tid
Motståndets tid (originaltitel: Wer wenn nicht wir, Om inte vi, så vem?), eller If Not Us, Who? på engelska, är en tysk dramafilm från 2011, regisserad av Andres Veiel. Filmen utspelar sig under 1960- och 1970-talet i Västtyskland.
På Berlins filmfestival fick filmen en guldbjörn. Filmen hade biopremiär den 7 oktober 2011 i Sverige.

## Handling
I början av 60-talet inleder de västtyska studenterna Bernward Vesper och Gudrun Ensslin en romans. De grundar ett förlag vars första utgåva är ett kontroversiellt arbete som Bernwards far, en ökänd pro-nazistisk författare, har skrivit. Bernward slits mellan att försvara och fördöma sin far. Även Gudrun ställer frågor om sin fars roll som soldat i Hitlers armé. Gradvis övertygar de sig själva och andra om riktigheten i att utmana etablissemanget och de slår sig samman med författare, intellektuella och politiska aktivister på vänsterkanten i sin strävan att bli en del av en global revolutionär rörelse. Efter en tid träffar Gudrun Andreas Baader som skall komma att skapa Baader-Meinhofligan, och hon radikaliseras ytterligare, samtidigt som Bernward kämpar med sina inre demoner. 

## Rollista
- August Diehl - Bernward Vesper
- Lena Lauzemis - Gudrun Ensslin
- Alexander Fehling - Andreas Baader
- Thomas Thieme - Will Vesper
- Imogen Kogge - Rose Vesper
- Michael Wittenborn - Helmut Ensslin
- Susanne Lothar - Ilse Ensslin
- Maria-Victoria Dragus - Ruth Ensslin
- Rainer Bock - Verteidiger
- Susanne-Marie Wrage - Anstaltsdirektör
- Benjamin Sadler - Walter Jens
- Stefanie Stremler - Ulrike
- Peter Benedict - Verleger
- Heike Hanold-Lynch - Mentorin
- Kathrin Wehlisch - Ello
- Hasko Weber - Skrivare
- Eddie Jordan - Stokely Carmichael
- Johannes Allmayer - junger Verleger
- Andreas Döhler - junger Verleger
- Bettina Redlich - Värdinna
- Alexander Khuon - Rudi Dutschke
- Lena Lauzemis - Gudrun Ensslin
- Michael Wittenborn - Vater Ensslin
- Hanno Koffler - Uli Ensslin
- Henriette Nagel - Johanna Ensslin
- Vicky Krieps - Dörte